# José Antonio Nieto
José Antonio Nieto Ballesteros, né le 10 avril 1970, est un homme politique espagnol membre du Parti populaire (PP).

## Biographie

### Vie privée
Il est marié et père de deux enfants. 

### Profession
Il possède une licence en droit et un master. Il est avocat en exercice depuis 1994.

### Carrière politique
Il est président du Parti populaire de Cordoue. Il a été conseiller municipal de Guadalcázar de 1995 à 1998 puis de Cordoue à partir de 1999. De 1999 à 2004, il est député provincial et député au Parlement d'Andalousie de 2008 à 2014. Il est maire de Cordoue de 2011 à 2015.
Le 20 décembre 2015, il est élu député pour Cordoue au Congrès des députés et réélu en 2016. Il quitte son mandat en novembre 2016, lorsqu'il est nommé secrétaire d'État à la Sécurité par Mariano Rajoy.
Il est élu député au Parlement d'Andalousie lors des élections andalouses de 2018 et officie comme porte-parole du groupe populaire à compter de février 2019. Il choisit de ne pas se représenter lors des élections de juin 2022 mais est nommé conseiller à la Justice, à l'Administration locale et à la Fonction publique le mois suivant dans le gouvernement Moreno II. Il est remplacé par Toni Martín au poste de porte-parole parlementaire.